# Pteropus ornatus
La volpe volante ornata (Pteropus ornatus Gray
, 1870) è un pipistrello appartenente alla famiglia degli Pteropodidi, endemico della Nuova Caledonia e delle Isole della Lealtà .

## Descrizione

### Dimensioni
Pipistrello di medio-grandi dimensioni, con la lunghezza della testa e del corpo tra 180 e 187 mm, la lunghezza dell'avambraccio tra 142 e 165 mm,un'apertura alare fino a 1,1 m e un peso fino a 440 g.

### Aspetto
La pelliccia è lunga ed eretta. Il colore generale del corpo è marrone scuro cosparso di peli bianco-grigiastri, mentre le spalle, il collo e la nuca sono color crema. La sottospecie P.o.auratus è più piccola ed ha una colorazione differente. Il dorso è marrone scuro con la punta dei peli giallo-brunastra, le parti ventrali sono dorate, mentre le spalle sono più chiare delle parti ventrali e la testa è fulva. Il muso è lungo ed affusolato, gli occhi sono grandi. Le orecchie sono corte, parzialmente nascoste nella pelliccia e con l'estremità appuntita. Le membrane alari sono attaccate sulla schiena molto vicine tra loro. La tibia è densamente ricoperta di peli. È privo di coda, mentre l'uropatagio è ridotto ad una sottile membrana lungo la parte interna degli arti inferiori.

## Biologia

### Comportamento
Si rifugia sugli alberi in colonie di circa 300 individui. È attivo principalmente di notte.

### Alimentazione
Si nutre di frutti del mango, della papaia, della guava, di varie specie di banano, Eleocarpus percisifolius, Syzygium, Passiflora e fiori della palma da cocco, di Melaleuca viridiflora e di varie specie di Carya.

### Riproduzione
Il picco delle nascite cade tra fine agosto ed ottobre. Le femmine danno alla luce un solo piccolo all'anno dopo una gestazione di 6 mesi e viene allattato per almeno due anni.

## Distribuzione e habitat
Questa specie è diffusa in Nuova Caledonia e nelle Isole della Lealtà.
Vive nelle foreste tropicali umide, in particolare su alberi della specie Aleuriana moluccana, fino a circa 1.066 metri di altitudine.

## Tassonomia
In accordo alla suddivisione del genere Pteropus effettuata da Andersen, P. ornatus è stato inserito nello  P. hypomelanus species Group, insieme a P. hypomelanus stesso, P. faunulus, P. griseus, P. howensis, P. admiralitatum, P. dasymallus, P. brunneus, P. speciosus e P. subniger. Tale appartenenza si basa sulle caratteristiche di avere il cranio tipicamente pteropino e sulla presenza di un ripiano basale nei premolari.
Sono state riconosciute due sottospecie:
- P.o.ornatus: Nuova Caledonia;
- P.o.auratus (Andersen, 1909) : Isole della Lealtà: Lifou, Maré.

Altre specie simpatriche dello stesso genere: P. tonganus, P. vetulus.

## Conservazione
La IUCN Red List, considerato l'areale ristretto e frammentato e la popolazione drasticamente ridotta negli ultimi 50 anni del 30%, probabilmente a causa della diffusione di un'epidemia, classifica P. ornatus come specie vulnerabile (VU).
La CITES ha inserito questa specie nell'appendice II.